# Currie Cup First Division 2001
La Currie Cup First Division de 2001 fue la segunda edición de la segunda división del rugby provincial de Sudáfrica.
El campeón fue el equipo de Boland Cavaliers quienes obtuvieron su primer campeonato.

## Sistema de disputa
El torneo se disputó en formato liga donde cada equipo se enfrentó a los equipos restantes, luego los mejores cuatro clasificados disputaron semifinales y final.

## Clasificación
| Pos. | Equipo           | Encuentros | Encuentros | Encuentros | Encuentros | Tantos | Tantos | Tantos | PB | PB | Puntos |
| Pos. | Equipo           | PJ         | PG         | PE         | PP         | F      | C      | Dif    | BO | BD | Puntos |
| ---- | ---------------- | ---------- | ---------- | ---------- | ---------- | ------ | ------ | ------ | -- | -- | ------ |
| 1.º  | Boland Cavaliers | 5          | 4          | 1          | 0          | 161    | 120    | +41    | 4  | 0  | 22     |
| 2.º  | Leopards         | 5          | 3          | 0          | 2          | 159    | 120    | +39    | 1  | 1  | 14     |
| 3.º  | Mighty Elephants | 5          | 2          | 1          | 2          | 116    | 113    | +3     | 0  | 2  | 12     |
| 4.º  | Border Bulldogs  | 5          | 2          | 0          | 3          | 126    | 130    | -4     | 2  | 1  | 11     |
| 5.º  | Griffons         | 5          | 2          | 0          | 3          | 129    | 149    | -20    | 2  | 0  | 8      |
| 6.º  | SWD Eagles       | 5          | 1          | 0          | 4          | 133    | 192    | −59    | 2  | 1  | 7      |

|  | Semifinalistas. |

### Semifinales
| 11 de octubre | Boland Cavaliers | 68 - 29 | Border Bulldogs | Boland Stadium, Wellington |  |

| 11 de octubre | Leopards | 43 - 42 | Mighty Elephants | Olën Park, Potchefstroom |  |

### Final
| 17 de octubre | Boland Cavaliers | 41 - 27 | Leopards | Boland Stadium, Wellington |  |

| Bandera de Sudáfrica     |
| Campeón Boland Cavaliers |
| Primer título            |